# Eupalinos
Eupalinos från Megara, levde 500-talet f.Kr. och är den förste till namnet kände ingenjören i Europa. Han har gått till historien som konstruktör och byggare av Eupalinos tunnel på den grekiska ön Samos.